# Heterophleps punkikonis
Heterophleps punkikonis är en fjärilsart som beskrevs av Embrik Strand 1920. Heterophleps punkikonis ingår i släktet Heterophleps och familjen mätare. Inga underarter finns listade i Catalogue of Life.